# Fausto Sarli
Pour les articles homonymes, voir Sarli.
Fausto Sarli, né le 9 mai 1927 à Naples et mort le 9 décembre 2010 à Rome, est un styliste italien qui a habillé, entre autres, Elizabeth Taylor, Monica Bellucci et Carla Bruni.

## Biographie

### Débuts
Pour ses débuts, en 1957, il présente sa première collection à Palazzo Pitti à Florence[réf. nécessaire].

### Expansion
Il a des ateliers à Naples, Rome, dans Via Veneto, et Milan. Sarli a exporté ses collections principalement au Canada, au Japon, aux États-Unis et dans les pays du golfe Persique.